# Mindaugas Mizgaitis
Mindaugas Mizgaitis (* 14. října 1979 Kaunas) je bývalý litevský zápasník – klasik, stříbrný olympijský medailista z roku 2008.

## Sportovní kariéra
Zápasení se věnoval od útlého dětství po vzoru svého otce Valentinase. Později upřednostnil kolektivní sport fotbal. Na střední sportovní škole ho zlákal do tréninkové skupiny vrhačů trenér Vytautas Burakauskas. Vrcholové atletické přípravy však musel brzy zanechat kvůli přetrvávajícím problémům se zápěstím na odhodové ruce. V 18 letech se tak vrátil na zápasnickou žíněnku. Pod vedením Giedriuse Dambrauskase a svého otce se specializoval na zápas řecko-římský. V litevské reprezentaci se pohyboval od roku 1999 v supertěžké váze do 130 kg. V roce 2000 neuspěl na turnajích olympijské kvalifikace a na olympijské hry v Sydney se nekvalifikoval. V roce 2001 přerušilo jeho sportovní kariéru zranění achilovy šlachy.
Od roku 2002 začal v reprezentaci spolupracovat s běloruským trenérem Grigorijem Kazovským, pod jehož vedením se postupně zařadil mezi světovou špičku. V roce 2003 se čtvrtým místem na mistrovství světa v Créteil kvalifikoval na olympijské hry v Athénách v roce 2004. Byl nalosován do čtyřčlenné skupiny s favorizovaným Američanem Rulonem Gardnerem, kterému v úvodním kole podlehl 0:3 na technické body. Po výhře nad Polákem Markem Mikulskim a těsné porážce s reprezentantem Bulharska Sergejem Murejkem 1:2 na technické body skončil třetí ve skupině a nepostoupil do vyřazovacích bojů o medaile.
V roce 2008 se druhým místem na květnové olympijské kvalifikaci v italské Ostii (Řím) kvalifikoval na letní olympijské hry v Pekingu. V úvodním kole porazil vycházející hvězdu supertěžké váhy Turka Rızu Kaya'alpa před časovým limitem na lopatky. V dalším kole však prohrál ve dvou setech s osetským Chasanem Barojevem z Ruska (později diskvalifikovaným za doping). Barojev ho svým postupem do finále vytáhl do oprav, ze kterých se probojoval do souboje o třetí místo proti Francouzi Yannicku Szczepaniakovi. Úvodní set vyhrál po dvou nařízených parterech 2:1 na technické body. V úvodní minutě druhého setu se nechal vytlačit Francouzem ze žíněnky a prohrával 0:1 na technické body. V závěrečném parteru, půl minuty před koncem se mu však podařilo koršenum soupeře přetočit a vyhrát druhý set 2:1 na technické body. Vítězstvím 2-0 na sety získal nečekanou bronzovou olympijskou medaili. V roce 2016 byl jeho čtvrtfinálový přemožitel Barojev novými testovacími metodami usvědčen z užití dopingu a po jeho diskvalifikaci se posunul na druhé místo.
Na olympijskou medaili nedokázal v dalších letech navázat, jeho výsledky měly naopak klesající tendenci. V roce 2012 a 2016 se na své další olympijské hry nekvalifikoval. Sportovní kariéru ukončil v roce 2017. Věnuje se trenérské práci.

### Výsledky
| Turnaj             | 1998 | 1999 | 2000 | 2001 | 2002 | 2003 | 2004 | 2005 | 2006 | 2007 | 2008 | 2009 | 2010 | 2011 | 2012 | 2013 | 2014 | 2015 | 2016 |
| Turnaj             | 19   | 20   | 21   | 22   | 23   | 24   | 25   | 26   | 27   | 28   | 29   | 30   | 31   | 32   | 33   | 34   | 35   | 36   | 37   |
| Turnaj             | −130 | −130 | −130 | −130 | −120 | −120 | −120 | −120 | −120 | −120 | −120 | −120 | −120 | −120 | −120 | −120 | −130 | −130 | −130 |
| ------------------ | ---- | ---- | ---- | ---- | ---- | ---- | ---- | ---- | ---- | ---- | ---- | ---- | ---- | ---- | ---- | ---- | ---- | ---- | ---- |
| Olympijské hry     |      |      | —    |      |      |      | úč.  |      |      |      | 2.   |      |      |      | —    |      |      |      | —    |
| Mistrovství světa  | —    | úč.  |      | —    | úč.  | 4.   |      | 5.   | úč.  | úč.  |      | úč.  | úč.  | úč.  |      | úč.  | úč.  | úč.  |      |
| Evropské hry       |      |      |      |      |      |      |      |      |      |      |      |      |      |      |      |      |      | —    |      |
| Mistrovství Evropy | —    | —    | —    | —    | —    | úč.  | 7.   | úč.  | úč.  | 8.   | úč.  | úč.  | 3.   | —    | 8.   | úč.  | úč.  | —    | úč.  |
| MS juniorů         | úč.  | 6.   |      |      |      |      |      |      |      |      |      |      |      |      |      |      |      |      |      |
| ME juniorů         | úč.  | úč.  |      |      |      |      |      |      |      |      |      |      |      |      |      |      |      |      |      |

### Olympijské hry a mistrovství světa
| Olympijské hry a mistrovství světa                 | Olympijské hry a mistrovství světa                 | Olympijské hry a mistrovství světa                 | Olympijské hry a mistrovství světa                 | Olympijské hry a mistrovství světa                 | Olympijské hry a mistrovství světa                 | Olympijské hry a mistrovství světa                 | Olympijské hry a mistrovství světa                 | Olympijské hry a mistrovství světa                 | Olympijské hry a mistrovství světa                 | Olympijské hry a mistrovství světa                 |
| Kolo                                               | Výsledek                                           | Bilance                                            | Soupeř                                             | Výsledek                                           | KB                                                 | ∑KB                                                | Styl                                               | Datum                                              | Turnaj                                             | Místo                                              |
| 2015 Mistrovství světa do 130 kg v klasickém stylu | 2015 Mistrovství světa do 130 kg v klasickém stylu | 2015 Mistrovství světa do 130 kg v klasickém stylu | 2015 Mistrovství světa do 130 kg v klasickém stylu | 2015 Mistrovství světa do 130 kg v klasickém stylu | 2015 Mistrovství světa do 130 kg v klasickém stylu | 2015 Mistrovství světa do 130 kg v klasickém stylu | 2015 Mistrovství světa do 130 kg v klasickém stylu | 2015 Mistrovství světa do 130 kg v klasickém stylu | 2015 Mistrovství světa do 130 kg v klasickém stylu | 2015 Mistrovství světa do 130 kg v klasickém stylu |
| -------------------------------------------------- | -------------------------------------------------- | -------------------------------------------------- | -------------------------------------------------- | -------------------------------------------------- | -------------------------------------------------- | -------------------------------------------------- | -------------------------------------------------- | -------------------------------------------------- | -------------------------------------------------- | -------------------------------------------------- |
| 1/32                                               | prohra                                             | 15–20                                              | Bilal Machov (RUS)                                 | vzdal (0:55)                                       | 0                                                  | 0                                                  | Zápas řecko-římský                                 | 8. září 2015                                       | Mistrovství světa                                  | Las Vegas, Spojené státy                           |
| 1/16                                               | prohra                                             | 15–19                                              | Mijaín López (CUB)                                 | tech. body (0:3)                                   | 0                                                  | 0                                                  | Zápas řecko-římský                                 | 8. září 2015                                       | Mistrovství světa                                  | Las Vegas, Spojené státy                           |
| 1/32                                               | vítězství                                          | 15–18                                              | Muroddžon Tujčijev (TJK)                           | tech. přev. (1:29)                                 | 4                                                  | 4                                                  | Zápas řecko-římský                                 | 8. září 2015                                       | Mistrovství světa                                  | Las Vegas, Spojené státy                           |
| 2014 Mistrovství světa do 130 kg v klasickém stylu |                                                    |                                                    |                                                    |                                                    |                                                    |                                                    |                                                    |                                                    |                                                    |                                                    |
| 1/32                                               | prohra                                             | 14–18                                              | Johan Eurén (SWE)                                  | tech. body (0:1)                                   | 0                                                  | 0                                                  | Zápas řecko-římský                                 | 13. září 2014                                      | Mistrovství světa                                  | Taškent, Uzbekistán                                |
| 2013 Mistrovství světa do 120 kg v klasickém stylu |                                                    |                                                    |                                                    |                                                    |                                                    |                                                    |                                                    |                                                    |                                                    |                                                    |
| 1/32                                               | prohra                                             | 14–17                                              | Levan Arabuli (GEO)                                | tech. body (3:4)                                   | 1                                                  | 1                                                  | Zápas řecko-římský                                 | 22. září 2013                                      | Mistrovství světa                                  | Budapešť, Maďarsko                                 |
| 2011 Mistrovství světa do 120 kg v klasickém stylu |                                                    |                                                    |                                                    |                                                    |                                                    |                                                    |                                                    |                                                    |                                                    |                                                    |
| 1/16                                               | prohra                                             | 14–16                                              | Łukasz Banak (POL)                                 | 1–2 (0:1, 1:0, 0:2)                                | 1                                                  | 4                                                  | Zápas řecko-římský                                 | 13. září 2011                                      | Mistrovství světa                                  | Istanbul, Turecko                                  |
| 1/32                                               | vítězství                                          | 14–15                                              | Kim Hjong-kju (KOR)                                | 2–0 (1:0, 1:0)                                     | 3                                                  | 3                                                  | Zápas řecko-římský                                 | 13. září 2011                                      | Mistrovství světa                                  | Istanbul, Turecko                                  |
| 2010 Mistrovství světa do 120 kg v klasickém stylu |                                                    |                                                    |                                                    |                                                    |                                                    |                                                    |                                                    |                                                    |                                                    |                                                    |
| 1/32                                               | prohra                                             | 13–15                                              | Vladimir Guralskij (ISR)                           | 1–2 (1:0, 0:1, 1:2)                                | 1                                                  | 1                                                  | Zápas řecko-římský                                 | 7. září 2010                                       | Mistrovství světa                                  | Moskva, Rusko                                      |
| 2009 Mistrovství světa do 120 kg v klasickém stylu |                                                    |                                                    |                                                    |                                                    |                                                    |                                                    |                                                    |                                                    |                                                    |                                                    |
| 1/16                                               | prohra                                             | 13–14                                              | Jalmar Sjöberg (SWE)                               | 1–2 (0:1, 1:0, 0:1)                                | 1                                                  | 4                                                  | Zápas řecko-římský                                 | 27. září 2009                                      | Mistrovství světa                                  | Herning, Dánsko                                    |
| 1/32                                               | vítězství                                          | 13–13                                              | Radomir Petković (SRB)                             | 2–0 (12:0, 2:0)                                    | 3                                                  | 3                                                  | Zápas řecko-římský                                 | 27. září 2009                                      | Mistrovství světa                                  | Herning, Dánsko                                    |
| 2008 Olympijské hry do 120 kg v klasickém stylu    |                                                    |                                                    |                                                    |                                                    |                                                    |                                                    |                                                    |                                                    |                                                    |                                                    |
| o bronz                                            | vítězství                                          | 12–13                                              | Yannick Szczepaniak (FRA)                          | 2–1 (2:1, 2:1)                                     | 3                                                  | 16                                                 | Zápas řecko-římský                                 | 14. srpen 2008                                     | Olympijské hry                                     | Peking, Čína                                       |
| opravy                                             | vítězství                                          | 11–13                                              | Masúd Hášemzade (IRI)                              | 2–1 (1:1*, 1*:1, 2:1)                              | 3                                                  | 13                                                 | Zápas řecko-římský                                 | 14. srpen 2008                                     | Olympijské hry                                     | Peking, Čína                                       |
| čtvrtfinále                                        | vítězství*                                         | 10–13                                              | Chasan Barojev (RUS)                               | DQ – doping (1:5)                                  | 5                                                  | 10                                                 | Zápas řecko-římský                                 | 14. srpen 2008                                     | Olympijské hry                                     | Peking, Čína                                       |
| 1/16                                               | vítězství                                          | 9–13                                               | Rıza Kaya'alp (TUR)                                | lopatky (3:56)                                     | 5                                                  | 5                                                  | Zápas řecko-římský                                 | 14. srpen 2008                                     | Olympijské hry                                     | Peking, Čína                                       |
| 2007 Mistrovství světa do 120 kg v klasickém stylu |                                                    |                                                    |                                                    |                                                    |                                                    |                                                    |                                                    |                                                    |                                                    |                                                    |
| 1/32                                               | prohra                                             | 8–13                                               | Jurij Patrikejev (ARM)                             | 0–2 (1:2, 0:2)                                     | 1                                                  | 4                                                  | Zápas řecko-římský                                 | 19. září 2007                                      | Mistrovství světa                                  | Baku, Ázerbájdžán                                  |
| 1/64                                               | vítězství                                          | 8–12                                               | Hirokazu Šindžó (JPN)                              | 2–0 (1*:1, 1*:1)                                   | 3                                                  | 3                                                  | Zápas řecko-římský                                 | 19. září 2007                                      | Mistrovství světa                                  | Baku, Ázerbájdžán                                  |
| 2006 Mistrovství světa do 120 kg v klasickém stylu |                                                    |                                                    |                                                    |                                                    |                                                    |                                                    |                                                    |                                                    |                                                    |                                                    |
| opravy                                             | prohra                                             | 7–12                                               | Liou Chao (CHN)                                    | 1–2 (0:4, 2:0, 1:3)                                | 1                                                  | 4                                                  | Zápas řecko-římský                                 | 27. září 2006                                      | Mistrovství světa                                  | Kanton, Čína                                       |
| 1/16                                               | prohra                                             | 7–11                                               | Mijaín López (CUB)                                 | 0–2 (3:10, 0:3)                                    | 0                                                  | 0                                                  | Zápas řecko-římský                                 | 27. září 2006                                      | Mistrovství světa                                  | Kanton, Čína                                       |
| 1/32                                               | vítězství                                          | 7–10                                               | Daniele Ficara (ITA)                               | 2–1 (0:4, 3:0, 4:0)                                | 3                                                  | 3                                                  | Zápas řecko-římský                                 | 27. září 2006                                      | Mistrovství světa                                  | Kanton, Čína                                       |
| 2005 Mistrovství světa do 120 kg v klasickém stylu |                                                    |                                                    |                                                    |                                                    |                                                    |                                                    |                                                    |                                                    |                                                    |                                                    |
| o bronz                                            | prohra                                             | 6–10                                               | Sergej Arťuchin (BLR)                              | pasivita (6:00)                                    | 0                                                  | 6                                                  | Zápas řecko-římský                                 | 2. říjen 2005                                      | Mistrovství světa                                  | Budapešť, Maďarsko                                 |
| semifinále                                         | prohra                                             | 6–9                                                | Mihály Deák-Bárdos (HUN)                           | pasivita (5:30)                                    | 0                                                  | 6                                                  | Zápas řecko-římský                                 | 2. říjen 2005                                      | Mistrovství světa                                  | Budapešť, Maďarsko                                 |
| čtvrtfinále                                        | vítězství                                          | 6–8                                                | Sergej Murejko (BUL)                               | 2–0 (1*:1, 2:0)                                    | 3                                                  | 6                                                  | Zápas řecko-římský                                 | 2. říjen 2005                                      | Mistrovství světa                                  | Budapešť, Maďarsko                                 |
| 1/16                                               | vítězství                                          | 5–8                                                | Mirian Giorgadze (GEO)                             | 2–0 (1*:1, 1*:1)                                   | 3                                                  | 3                                                  | Zápas řecko-římský                                 | 2. říjen 2005                                      | Mistrovství světa                                  | Budapešť, Maďarsko                                 |
| 2004 Olympijské hry do 120 kg v klasickém stylu    |                                                    |                                                    |                                                    |                                                    |                                                    |                                                    |                                                    |                                                    |                                                    |                                                    |
| 6. skupina                                         | prohra                                             | 4–8                                                | Sergej Murejko (BUL)                               | tech. body (1:2)                                   | 1                                                  | 4                                                  | Zápas řecko-římský                                 | 24.–25. srpen 2004                                 | Olympijské hry                                     | Athény, Řecko                                      |
| 6. skupina                                         | vítězství                                          | 4–7                                                | Marek Mikulski (POL)                               | tech. body (3:0)                                   | 3                                                  | 3                                                  | Zápas řecko-římský                                 | 24.–25. srpen 2004                                 | Olympijské hry                                     | Athény, Řecko                                      |
| 6. skupina                                         | prohra                                             | 3–7                                                | Rulon Gardner (USA)                                | tech. body (0:3)                                   | 0                                                  | 0                                                  | Zápas řecko-římský                                 | 24.–25. srpen 2004                                 | Olympijské hry                                     | Athény, Řecko                                      |
| 2003 Mistrovství světa do 120 kg v klasickém stylu |                                                    |                                                    |                                                    |                                                    |                                                    |                                                    |                                                    |                                                    |                                                    |                                                    |
| o bronz                                            | prohra                                             | 3–6                                                | Giorgi Curcumija (KAZ)                             | tech. body (0:4)                                   | 0                                                  | 9                                                  | Zápas řecko-římský                                 | 2.–4. říjen 2003                                   | Mistrovství světa                                  | Créteil, Francie                                   |
| semifinále                                         | prohra                                             | 3–5                                                | Mihály Deák-Bárdos (HUN)                           | tech. body (0:3)                                   | 0                                                  | 9                                                  | Zápas řecko-římský                                 | 2.–4. říjen 2003                                   | Mistrovství světa                                  | Créteil, Francie                                   |
| čtvrtfinále                                        | vítězství                                          | 3–4                                                | Yannick Szczepaniak (FRA)                          | tech. body (3:1)                                   | 3                                                  | 9                                                  | Zápas řecko-římský                                 | 2.–4. říjen 2003                                   | Mistrovství světa                                  | Créteil, Francie                                   |
| 8. skupina                                         | vítězství                                          | 2–4                                                | Kacuaki Suzuki (JPN)                               | tech. body (3:0)                                   | 3                                                  | 6                                                  | Zápas řecko-římský                                 | 2.–4. říjen 2003                                   | Mistrovství světa                                  | Créteil, Francie                                   |
| 8. skupina                                         | vítězství                                          | 1–4                                                | Konstantyn Stryžak (UKR)                           | tech. body (4:0)                                   | 3                                                  | 3                                                  | Zápas řecko-římský                                 | 2.–4. říjen 2003                                   | Mistrovství světa                                  | Créteil, Francie                                   |
| 2002 Mistrovství světa do 120 kg v klasickém stylu |                                                    |                                                    |                                                    |                                                    |                                                    |                                                    |                                                    |                                                    |                                                    |                                                    |
| 7. skupina                                         | prohra                                             | 0–4                                                | Xenos Kuciumbas (GRE)                              | tech. přev. (1:20)                                 | 0                                                  | 1                                                  | Zápas řecko-římský                                 | 21.–22. září 2002                                  | Mistrovství světa                                  | Moskva, Rusko                                      |
| 7. skupina                                         | prohra                                             | 0–3                                                | Yekta Yılmaz Gül (TUR)                             | tech. body (2:4)                                   | 1                                                  | 1                                                  | Zápas řecko-římský                                 | 21.–22. září 2002                                  | Mistrovství světa                                  | Moskva, Rusko                                      |
| 1999 Mistrovství světa do 130 kg v klasickém stylu |                                                    |                                                    |                                                    |                                                    |                                                    |                                                    |                                                    |                                                    |                                                    |                                                    |
| 7. skupina                                         | prohra                                             | 0–2                                                | Alexandr Karelin (RUS)                             | tech. přev. (2:06)                                 | 0                                                  | 0                                                  | Zápas řecko-římský                                 | 24.–26. září 1999                                  | Mistrovství světa                                  | Pireus, Řecko                                      |
| 7. skupina                                         | prohra                                             | 0–1                                                | Giuseppe Giunta (ITA)                              | tech. body (0:4)                                   | 0                                                  | 0                                                  | Zápas řecko-římský                                 | 24.–26. září 1999                                  | Mistrovství světa                                  | Pireus, Řecko                                      |

## Profesionální kariéra
V roce 2018 nastoupil ve Vilniusu k jednomu zápasu v bojovém sportu MMA v profesionální soutěži Bushido FC litevského promotéra Donatase Simanaitise. Svého soupeře Ukrajince Jurije Horbenka porazil submisí před časovým limitem.